# Кирсанове
Кирса́нове — село в Україні, у Харківському районі Харківської області. Населення становить 202 особи. У складі  Безлюдівської громади.

## Географія
Село Кирсанове знаходиться на лівому березі річки Уда, вище за течією примикає село Шубіне, нижче за течією примикає село Хмарівка, на протилежному березі — село Красна Поляна (Зміївський район). На відстані 1 км розташоване село Лизогубівка. До села примикає великий лісовий масив (сосна).

## Історія

Кирсанове на мапі 1783 року

Село Кирсанове засноване 1647 року переселенцем із Зміївського повіту Кирсановим.
За даними на 1864 рік у казеному селі Кирсанівка Безлюдівської волості Харківського повіту мешкало 495 осіб (254 чоловічої статі та 241 — жіночої), налічувалось 60 дворових господарств.
Станом на 1914 рік кількість мешканців села зросла до 1410 осіб.